# Pista Revolución
La Pista Revolución (conocida también como Pista de hielo Revolución, Arena Revolución o Pista Arena Revolución) fue una arena multipropósito de la Ciudad de México y sede de los Juegos Olímpicos de México 1968. En él se practicaron diversos deportes como el hockey sobre hielo y en sus últimos años principalmente lucha libre mexicana. Se ubicaba al sur de la capital mexicana, en la avenida Revolución, de donde tomaba su nombre.
Construida en los años 60 en la esquina de avenida Revolución y la calle Rembrandt en Mixcoac, fue usada como sede para las competencias de voleibol en los  Juegos Olímpicos de México 1968.
El último evento de lucha libre realizado en el recinto fue el 8 de junio de 1997. Fue demolida un mes después luego de un accidente.